# Euphorbia suppressa
Euphorbia suppressa là một loài thực vật có hoa trong họ Đại kích. Loài này được J.G.Marx mô tả khoa học đầu tiên năm 1999.